# Zarządzanie wizualne
Zarządzanie wizualne – system zarządzania, który próbuje poprawić wydajność organizacji poprzez łączenie i dostosowywanie wizji organizacji, podstawowych wartości, celów i kultury z innymi systemami zarządzania, procesami pracy, elementami miejsca pracy i interesariuszami, za pomocą bodźców, które bezpośrednio odnoszą się do jednego lub więcej z pięciu ludzkich zmysłów (wzrok, słuch, czucie, węch i smak).
Wizualne zarządzanie prezentowanymi wynikami nie tylko ułatwia menedżerom definiowanie priorytetów i optymalizację czasu pracy oraz delegowanie zadań, ale także inicjuje rzeczywistą wymianę doświadczeń i mobilizuje zespół do osiągania celów i wspólnego rozwiązywania problemów.
Sposób prezentacji powinien być spójny dla całej organizacji, a aktualizacja należy do obowiązków Team Lidera, Brygadzisty lub Kierownika Zmiany (w zależności od podziału obowiązków).